# Cnemidophorus arubensis
Cnemidophorus arubensis là một loài thằn lằn trong họ Teiidae, sinh sống trên đảo Aruba. Loài này được Lidth De Jeude mô tả khoa học đầu tiên năm 1887.